# تامی اور
تامی اور (هلندی: Tommy Oar؛ زاده ۱۰ دسامبر ۱۹۹۱) یک بازیکن فوتبال است.